# Agrias reducta
Agrias reducta är en fjärilsart som beskrevs av Le Moult 1926. Agrias reducta ingår i släktet Agrias och familjen praktfjärilar. Inga underarter finns listade i Catalogue of Life.